# Georges Bach

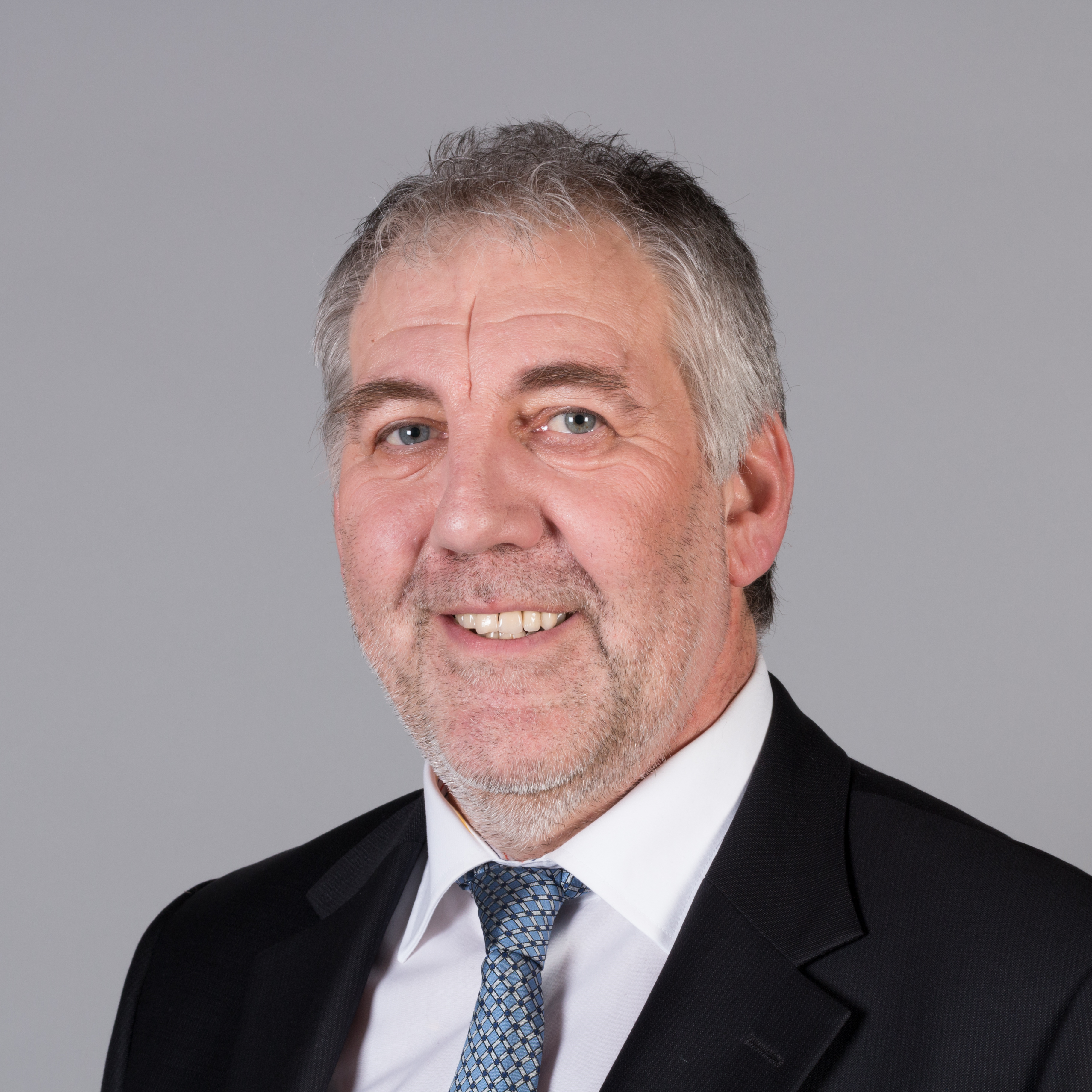
Georges Bach, 2014

Georges Bach (* 12. Juni 1955 in Luxemburg) ist ein luxemburgischer Politiker. Seit 2009 ist Bach Abgeordneter im Europaparlament.

## Leben
Nach seiner Schulzeit und dem Technischen Abitur 1973 war Bach als Angestellter in der Stahlbranche und ab 1974 bis 2009 bei der staatlichen Bahngesellschaft Chemins de Fer Luxembourgeois (CFL) beschäftigt. Des Weiteren war er Generalsekretär von 1998 bis 2002 und Vorsitzender von 2002 bis 2009 bei der Christlichen Eisenbahngewerkschaft in Luxemburg.
Bach ist seit 2009 für die Christlich Soziale Volkspartei (CSV) Abgeordneter im Europaparlament. Alle seine Wortmeldungen im EU-Parlament sind online im Archiv abrufbar.

## MEP Mitglied des Europaparlaments
Georges Bach ist Mitglied im Ausschuss für Verkehr und Fremdenverkehr und in der Delegation im Gemischten Parlamentarischen Ausschuss EU-Ehemalige Jugoslawische Republik Mazedonien. Stellvertreter ist er im Ausschuss für Beschäftigung und soziale Angelegenheiten und in der Delegation im Gemischten Parlamentarischen Ausschuss EU-Türkei.